# NGC 3342
NGC 3342 est une galaxie lenticulaire située dans la constellation du Lion.Elle a été découverte par l'astronome germano-britannique William Herschel en 1784. Herschel a de nouveau observé cette même galaxie le 4 mars 1796 et cette observation a été inscrite au catalogue NGC sous la désignation NGC 3332.

## Caractéristiques
Sa vitesse par rapport au fond diffus cosmologique est de 6 186 ± 25 km/s, ce qui correspond à une distance de Hubble de 91,2 ± 6,4 Mpc (∼297 millions d'al).
À ce jour, 22 mesures non basées sur le décalage vers le rouge (redshift) donnent une distance de 80,805 ± 15,311 Mpc (∼264 millions d'al), ce qui est à l'intérieur des valeurs de la distance de Hubble. Notons cependant que c'est avec la valeur moyenne des mesures indépendantes, lorsqu'elles existent, que la base de données NASA/IPAC calcule le diamètre d'une galaxie et qu'en conséquence le diamètre de NGC 3342 pourrait être d'environ 44,9 kpc (∼146 000 al) si on utilisait la distance de Hubble pour le calculer.
Selon la base de données Simbad, NGC 3342 est une galaxie LINER, c'est-à-dire une galaxie dont le noyau présente un spectre d'émission caractérisé par de larges raies d'atomes faiblement ionisés.

## Supernova
La supernova SN 2005ki a été découverte dans NGC 3332 le 18 novembre 2005 dans le cadre du programme LOSS (Lick Observatory Supernova Search) de l'observatoire Lick. Cette supernova était de type Ia.